# Київська Русь (футзальний клуб)
«Київська Русь» — футзальний клуб з Донецька. Головний тренер команди Олексій Соломахін. Команда заснована у 2004 році.
«Київська Русь» була створена на базі спортивного товариства «Динамо-Донбас», футзальна команда якого чотири рази брала участь у Міжнародних турнірах серед поліцейських команд, а в липні 2004 року у м. Барселона (Іспанія) виграла один з них.
«Київська Русь» заявилася в чемпіонат України у сезоні 2004/05, зайнявши місце команди «Титан» Макіївка, яка посіла 3-є місце в першості України (1-а ліга) в сезоні 2004/05. Донеччани на той момент зібрали в своєму складі багато досвідчених гравців, таких як Валерій Кардецький та Семен Маш'янов, трохи пізніше з'явився Сергій Гупаленко, а також не останню роль грали в своїх колишніх командах Максим Швидкий, Володимир Сидоренко, Максим Павлюк. Тоді в команді також перебували 2 російських легіонери — Міролюбов і Дальскій. У 12-му чемпіонаті команда довгий час перебувала в трійці призерів, проте вже в квітні-травні 2005 року почалися фінансові проблеми і тому у підсумку «Київська Русь» зайняла 6-те місце. До початку 13-го чемпіонату ці проблеми так і не були вирішені. В ході чемпіонату були відпущені Валерій Кардецький («Локомотив» Одеса) та Максим Швидкий («Толігма» Кишинів, Молдова). Чемпіонат донеччани почали невдало, перебуваючи весь час у нижній частині турнірної таблиці. Лише наприкінці 1-го кола, коли головним тренером команди став Сергій Гупаленко, команда дещо поліпшила своє турнірне становище і з останнього 17-го місця піднялася на 14-е.
На початку 2006 року команда припинила участь у чемпіонаті України у зв'язку з матеріальними проблемами і була розформована після 17-го туру, але, оскільки, команда провела більше половини матчів в чемпіонаті, то попередні результати залишилися в силі, а в усіх наступних матчах «Київській Русі» було присуджено технічні поразки з рахунком 3:0.
Також команда брала участь в іграх за Кубок України з футзалу

## Гравці
- Кардецький
- Павлюк
- Маш'янов
- Стрельцов
- Гупаленко
- Дальський
- Швидкий
- Ятло
- Ященко
- Бичков
- Цибенко
- Миролюбов
- Сидоренко
- Ратулутра
- Гордієнко
- Чупріна
- Шевяков
- Гуменюк
- Отрадін
- Кобець